# Alex Voronov
Alex Voronov, född 28 augusti 1975 i Odessa, Ukrainska SSR, Sovjetunionen
, är en svensk journalist.
Voronov arbetar sedan 2002  som ledarskribent och senare politisk redaktör på liberala Eskilstuna-Kuriren.
Alex Voronov har engagerat sig som debattör och expert i samhällsfrågor som rör bland annat Ukraina, Ryssland, Vitryssland och Tjetjenien. Han är född av en rysk mor och en far från Uganda men är uppvuxen i Ryssland. Till Sverige flyttade han vid tio års ålder.
Voronov har tidigare varit aktiv vid Swedish International Liberal Centre, som har anknytning till Liberalerna. Han har studerat vid Handelshögskolan i Stockholm och varit gästskribent i de liberala tidningarna Västerbottens-Kuriren och Nerikes Allehanda. Han var vikarie på ledarredaktionen på Nerikes Allehanda mellan juni 2001 och februari 2002.
År 2005 belönades Alex Voronov med Liberala skrivarpriset av Liberal Press i samband med Liberala dagen och Sveriges vänsterpressförenings hundraårsjubileum. Han har intervjuats som politisk expert i Studio Ett i Sveriges Radio P1 och Agenda i SVT 1. Han fick Hummerkniven för år 2015 och Bertil Ohlin-medaljen i guld av Liberala ungdomsförbundet 2016.